# Alt (Stimmlage)
| Stimmlagen für Chorsänger | Stimmlagen für Chorsänger |
| Frauenstimmen             | Männerstimmen             |
| ------------------------- | ------------------------- |
| Sopran (S)                | Tenor (T)                 |
| Mezzosopran               | Bariton                   |
| Alt (A)                   | Bass (B)                  |

Der Alt (wie italienisch alto und lateinisch vox alta, „hohe Stimme“, von altus, „hoch“), Mehrzahl die Alte, in der Schweiz auch die Älte, bezeichnet in der Musik als Stimmgattung oder Stimmlage die tiefere Stimme der Frauen- oder Knabenstimmen („Knabenalt“) oder die sehr hohe Männerstimme, historisch gesehen insbesondere auch Kastraten-Stimmen. Der Stimmumfang beträgt etwa g–e’’ (auch f–f’’). Im Englischen, Französischen und Italienischen bezeichnet Contralto diese Stimmlage, wohingegen im Deutschen besonders tiefe Frauenstimmen auch als Kontra-Alt bezeichnet werden.
Eine Sängerin dieser Stimmlage wird „Altistin“ oder einfach „Alt“ genannt. Entsprechende Männerstimmen werden mit „Altist“, „Altus“ oder (nicht ganz korrekt) „Countertenor“ bezeichnet. Besonders bewegliche, koloraturfähige Altstimmen, wie sie vor allem in der Musik des Barock oder bei Rossini verlangt werden, nennt man auch Koloratur-Alt.
Eine Anzahl bedeutender Altistinnen ist auf der Liste berühmter Sängerinnen und Sänger klassischer Musik aufgeführt.
In Analogie zur Stimmlage Alt gibt es bei Musikinstrumenten die Tonlage Alt z. B. Althorn, Altsaxophon, Altblockflöte, Querflöte in Altlage, Altposaune, Altgitarre, Altklarinette. Bei Streichinstrumenten entspricht die Bratsche der Altlage und die Partien sind im Altschlüssel notiert.

## Herkunft und Verwendung
Die Bezeichnung stammt von lateinisch altus, womit ursprünglich die hohe Stimme über dem melodieführenden tenor benannt war bzw. vom vierstimmigen Männerchorsatz (im Brust- und Falsett-Register), in dem die zweite Stimme den Namen Contratenor altus trägt. Diese hat dabei einen Stimmumfang von ungefähr e–e’’.
Künstlerisch interessante und bedeutende Partien für Solo-Alt entstanden vor allem in der Musik des 17. und 18. Jahrhunderts, häufig (aber nicht nur) für Kastratensänger. In der Musik der Klassik und Romantik sind reine Alt-Partien verhältnismäßig selten.
Bekannte Alt-Partien sind:
- Johann Sebastian Bach: Alt-Partien in Matthäus- und Johannes-Passion, Weihnachtsoratorium und zahlreichen Kantaten
- Georg Friedrich Händel: zahlreiche Partien in Opern und Oratorien, darunter Cornelia und die Titelrolle in Giulio Cesare, sowie Bradamante in Alcina
- Richard Wagner: Erda in Das Rheingold, und Erda in Siegfried

Die Stimmlage des Alt kann sowohl von Knabenalt als auch von Frauenstimmen als auch von Männerstimmen ausgeführt werden – mit jeweils unterschiedlichem Klangbild. Altpartien der Alten Musik werden auch von Countertenören gesungen, insbesondere bei Aufführungen der historischen Aufführungspraxis. Dies gilt besonders für Chormusik der Renaissance und des Barock und englische, französische oder z. T. deutsche Kirchenmusik des 17. und 18. Jahrhunderts; aber auch für Partien in Barockopern, die ursprünglich für Kastraten oder als Hosenrolle für Frauen komponiert wurden.

## Übergang zum Mezzosopran und Kontra-Alt
Der Übergang zwischen den Stimmlagen Alt und Mezzosopran ist fließend, zumal die Partien in historischen Werken ursprünglich immer einzelnen Sängern und Sängerinnen auf den Leib geschrieben wurden, deren Stimmen nicht selten ganz individuelle Merkmale und Umfänge hatten. Es kommt hinzu, dass es im 19. Jahrhundert eine Tendenz gab, die Stimmen (aller Lagen) so weit wie möglich nach oben auszudehnen, was zu Partien führte, deren Schwerpunkt zwar grundsätzlich im Alt-Bereich liegt, die aber kurzzeitige Ausbrüche oder „Höhenflüge“ nach oben verlangen, u. a. bei mehreren Rollen für Koloratur-Alt von Rossini (siehe unten).
Viele professionelle Sängerinnen haben daher sowohl Alt- als auch Mezzosopranpartien in ihrem Repertoire. Da Sängerinnen mit reiner Altstimme selten sind, werden Altrollen auch von Sängerinnen mit tiefem Mezzosopran gesungen; da auch die Altpartien selbst selten sind, werden Mezzosopranpartien ebenso manchmal von Sängerinnen mit hohem (oder ausgedehntem) Alt übernommen, was jedoch nicht ganz ungefährlich ist und zu frühzeitigen Stimmschäden führen kann.
Bekannte Partien für tiefen Mezzosopran oder Alt mit ausgedehnter Höhe sind:
- Gioachino Rossini: Isabella in L'italiana in Algeri, die Titelpartie in Tancredi, Arsace in Semiramide
- Giacomo Meyerbeer: Fidès in Le prophète
- Giuseppe Verdi: Azucena in Il trovatore, oder Maddalena in Rigoletto
- Camille Saint-Saëns: Dalila in Samson et Dalila

Es gibt auch sehr tiefe Frauenstimmen, die sich ungefähr in der Stimmlage eines Tenors oder sogar eines Baritons bewegen, diese bezeichnet man als Kontra-Alt. Es gibt jedoch in der klassischen Musik kaum Partien für solche Stimmen. Ein bekanntes historisches Beispiel ist die venezianische Sängerin Ambrosina, die in sakralen Werken von Vivaldi mitwirkte (z. B. im Beatus vir RV 795). Die Ammen-Rollen in venezianischen Opern des 17. Jahrhunderts (z. B. Arnalta in Monteverdis L'incoronazione di Poppea) wurden ursprünglich en travestie von Tenören gesungen, um eine Verfremdung zu erzielen und den komischen Charakter zu unterstreichen.

## Knabenalt
Als Knabenalt wird die Stimmlage bezeichnet, die dem Alt entspricht, jedoch von einem Jungen vor dem Stimmbruch gesungen wird. Eine höhere Jungenstimme wird Knabensopran genannt. Traditionell singen diese jüngeren männlichen Kinder die hohen Stimmlagen in Knabenchören.
Manche Männer sind auch nach dem Stimmbruch in der Lage Alt zu singen. Dies geschieht meist durch die Benutzung von Kopfstimme oder Falsett-Technik, was aber einen anderen Klang erzeugt als eine Knabenstimme. Lange Zeit wurden Knabenstimmen guter Sänger durch Kastration erhalten. Diese Methode wird heute aus ethischen Gründen nicht mehr praktiziert.
Typische Rollen für Knabenalt sind z. B.:
- Dritter Knabe in der Zauberflöte (Mozart)
- Hirtenknabe in Tosca (Puccini)
- Joas in Athalia (Händel)
- Knabenstimme in den Chichester Psalms (Bernstein)
- Knabenstimme in Romeo und Julia (Sutermeister)
- Puck in Oberon (Weber)